# Sylhet (zila)
Sylhet (en bengalí: সিলেট) es un zila o distrito de Bangladés que forma parte de la división de Sylhet.
Comprende 11 upazilas en una superficie territorial de 3.312 km² : Balaganj, Beanibazar, Bishwanath, Companiganj, Fenchuganj, Golapganj, Gowainghat, Jaintiapur, Kanaighat, Sylhet y Zakiganj.
La capital es la ciudad de Sylhet.

## Upazilas con población en marzo de 2011[2]
- Balaganj 320,227
- Beani Bazar 253,616
- Bishwanath 232,573
- Companiganj 174,029
- Dakshin Surma 253,388
- Fenchuganj 104,741
- Golapganj 316,149
- Gowainghat 287,512
- Jaintiapur 161,744
- Kanaighat 263,969
- Sylhet Sadar 829,103
- Zakiganj 237,137

## Demografía
Según estimación 2010 contaba con una población total de 3.110.305 habitantes.